# دیگو رودریگس
دیگو رودریگس (انگلیسی: Diego Rodrigues؛ زادهٔ ۲۴ مهٔ ۲۰۰۵) بازیکن فوتبال اهل پرتغال است که در حال حاضر برای براگا در پست هافبک بازی می‌کند.
وی همچنین در تیم‌های ملی فوتبال زیر ۱۷ سال، زیر ۱۸ سال، زیر ۱۹ سال و زیر ۲۰ سال پرتغال بازی کرده است.

## دوران باشگاهی
رودریگس در آکادمی‌های سی‌سی تایپاس و ویتوریا گیماریش رشد کرد، پیش از آن‌که در سال ۲۰۲۰ به براگا بپیوندد تا دوران توسعهٔ خود را به پایان برساند. او در ۲ ژوئن ۲۰۲۳ نخستین قرارداد حرفه‌ای خود را با براگا تا سال ۲۰۲۷ امضا کرد و به تیم دوم براگا ارتقا یافت. او نخستین بازی حرفه‌ای و بزرگسال خود را با براگا به عنوان بازیکن تعویضی در پیروزی ۲–۱ برابر بنفیکا در ۴ ژانویهٔ ۲۰۲۵ انجام داد.

## دوران ملی
رودریگس در پرتغال به دنیا آمده است و دارای تابعیت دوگانهٔ پرتغالی-بلژیکی است. او بازیکن ملی جوانان پرتغال است و تا سطح زیر ۲۰ سال در سال ۲۰۲۴ بازی کرده است.

## زندگی شخصی
پدر رودریگس، رونالدو رودریگس، بازیکن فوتبال متولد بلژیک بود که برای ادامهٔ دوران حرفه‌ای خود به پرتغال مهاجرت کرد. رونالدو ریشهٔ پرتغالی و بلژیکی داشت و بازیکن ملی جوانان بلژیک بود. دیگو از طریق پدرش دارای تابعیت بلژیکی نیز هست. پدرِ پدربزرگ دیگو، نوئل کراس، نیز یک بازیکن حرفه‌ای فوتبال در بلژیک بود که برای زولت وارخم بازی می‌کرد.